# Quận Jim Wells, Texas
Quận Jim Wells (tiếng Anh: Jim Wells County) là một quận trong tiểu bang Texas, Hoa Kỳ. Quận lỵ đóng ở thành phố Alice. Theo kết quả điều tra dân số năm 2000 của Cục điều tra dân số Hoa Kỳ, quận có dân số 39.326 người.

## Thông tin nhân khẩu
Theo điều tra dân số 2 năm 2000, quận đã có dân số 39.326 người, 12.961 hộ gia đình, và 10.096 gia đình sống trong quận. Mật độ dân số là 46 người cho mỗi dặm vuông (18/km ²). Có 14.819 đơn vị nhà ở với mật độ trung bình là 17 cho mỗi dặm vuông (7/km ²). Các dân tộc ở quận gồm 77,90% người da trắng, 0,60% da đen hay Mỹ gốc Phi, 0,62% người Mỹ bản xứ, 0,43% người châu Á, 0,09% người đảo Thái Bình Dương, 17,93% từ các chủng tộc khác, và 2,43% từ hai hoặc nhiều chủng tộc. 75,71% dân số là người Hispanic hay Latino thuộc chủng tộc nào.
Có 12.961 hộ, trong đó 40,20% có trẻ em dưới 18 tuổi sống chung với họ, 58,00% là các cặp vợ chồng sống với nhau, 15,20% có chủ hộ là nữ không có mặt chồng, và 22,10% là không lập gia đình. 19,70% của tất cả các hộ gia đình đã được tạo thành từ các cá nhân và 9,50% có người sống một mình 65 tuổi trở lên đã được người. Bình quân mỗi hộ là 2,99 và cỡ gia đình trung bình là 3,45.
Trong quận, cơ cấu tuổi dân cư quận có 31,40% ở độ tuổi dưới 18, 9,00% 18-24, 26,50% 25-44, 20,60% 45-64, và 12,40% người 65 tuổi trở lên. Tuổi trung bình là 33 năm. Cứ mỗi 100 nữ có 95,20 nam giới. Cứ mỗi 100 nữ 18 tuổi trở lên, đã có 91,40 nam giới.
Thu nhập trung bình cho một hộ gia đình trong quận đã được $ 28.843, và thu nhập trung bình cho một gia đình là $ 32,616. Nam giới có thu nhập trung bình $ 30.266 so với 17.190 $ cho phái nữ. Thu nhập trên đầu cho các quận được $ 12,252. Giới 20,10% gia đình và 24,10% dân số sống dưới mức nghèo khổ, trong đó có 31,80% những người dưới 18 tuổi và 21,30% có độ tuổi từ 65 trở lên.